# James Roberts (atleta)
James Roberts (29 settembre 1936) è un velocista liberiano.
Ha partecipato ai Giochi di Melbourne 1956 e di Roma 1960, gareggiando nei 100m e nei 200m.